# 鄭暐達
鄭暐達（1991年3月21日—），台灣新竹人，台灣男演員。

## 簡介
鄭暐達1991年3月21日出生於台灣新竹，實踐大學資訊科技與管理學系畢業。大學時曾參與淡江大學大傳系畢業製作《原點》，崑山科技大學視覺傳達設計系青春影展作品《七天》，微電影《Girl Friend》殺生篇等。鄭暐達拍攝過電影《五月一號》。

## 演出作品

### 電視劇
| 年份   | 劇名           | 角色           | 備註 |
| 2015年 | 《燦爛時光》   | 程鴻宇         |      |
| 2016年 | 《遺憾拼圖》   | 徐永生（青年） |      |
| 2017年 | 《外鄉女》     | 詹俊凱         |      |
| 2018年 | 《昆仑归》     | 太子           | 停拍 |
| 2021年 | 《戀愛是科學》 | 李馬克         |      |

### 網路劇
| 年份   | 劇名                              | 角色   | 備註 |
| 2016年 | 《我喜歡你，你知道嗎？－愛.浪篇》 | 沈沐澤 |      |
| 2023年 | 《此時此刻》                      | 江旭慶 |      |

### 電影
| 年份   | 劇名                 | 角色               | 備註 |
| 2015年 | 《五月一號》         | 葉中樹             |      |
| 2017年 | 《52 Hz I Love You》 | 小心弟（特別出演） |      |
| 2017年 | 《痴情男子漢》       | 江西南             |      |
| 2017年 | 《學院派愛情》       | 杜皮               |      |
| 2019年 | 《我的第一任》       | 鄭文               |      |

### 電視電影
| 年份   | 劇名             | 角色 | 備註 |
| 2018年 | 《我的龜蜜女友》 | 俊傑 | 備註 |

### 短片
- 2010年：淡江大學大傳系畢業製作《原點》
- 2012年：崑山科技大學視覺傳達設計系，青春影展作品《七天》
- 2012年：微電影《Girl Friend》殺生篇
- 2014年：南台科技大學資訊傳播系畢業製作《綠的因子》
- 2016年：台灣藝術大學電影系畢業製作《Saudade》
- 2017年：玄奘大學大眾傳播學系畢業製作《出口》飾演 游勝哲

### MV
- 2016年：歐陽娜娜－《One Day》

## 外部連結
- 鄭暐達的Facebook專頁
- 鄭暐達的Instagram帳戶
- 鄭暐達的新浪微博
- 鄭暐達在香港影庫上的簡介